# Đội tuyển bóng chuyền nam quốc gia Slovenia
Đội tuyển bóng chuyền nam quốc gia Slovenia là đội bóng đại diện cho Slovenia tại các cuộc thi tranh giải và trận đấu giao hữu bóng chuyền nam ở phạm vi quốc tế.

## Đội hình
Dưới đây là danh sách các thành viên đội tuyển nam quốc gia Slovenia tham dự giải World League 2017.
Huấn luyện viên chính:  Slobodan Kovač
| Stt. | Tên              | Ngày sinh            | Chiều cao          | Cân nặng        | Nhảy đập        | Nhảy chắn       | Câu lạc bộ năm 2016–17    |
| ---- | ---------------- | -------------------- | ------------------ | --------------- | --------------- | --------------- | ------------------------- |
| 1    | Tonček Štern     | 14 tháng 11 năm 1995 | 1,98 m (6 ft 6 in) | 95 kg (209 lb)  | 352 cm (139 in) | 340 cm (130 in) | Calzedonia Verona         |
| 2    | Alen Pajenk      | 23 tháng 4 năm 1986  | 2,03 m (6 ft 8 in) | 92 kg (203 lb)  | 366 cm (144 in) | 336 cm (132 in) | Fenerbahçe                |
| 3    | Žiga Štern       | 2 tháng 1 năm 1994   | 1,93 m (6 ft 4 in) | 88 kg (194 lb)  | 346 cm (136 in) | 330 cm (130 in) | ACH Volley                |
| 4    | Jan Kozamernik   | 24 tháng 12 năm 1995 | 2,04 m (6 ft 8 in) | 103 kg (227 lb) | 360 cm (140 in) | 340 cm (130 in) | ACH Volley                |
| 5    | Alen Šket        | 28 tháng 3 năm 1988  | 2,05 m (6 ft 9 in) | 92 kg (203 lb)  | 350 cm (140 in) | 336 cm (132 in) | Fenerbahçe                |
| 6    | Mitja Gasparini  | 26 tháng 6 năm 1984  | 2,02 m (6 ft 8 in) | 93 kg (205 lb)  | 346 cm (136 in) | 333 cm (131 in) | Incheon Korean Air Jumbos |
| 7    | Matej Kök        | 11 tháng 12 năm 1996 | 1,96 m (6 ft 5 in) | 96 kg (212 lb)  | 355 cm (140 in) | 340 cm (130 in) | Triglav Kranj             |
| 9    | Dejan Vinčič     | 15 tháng 9 năm 1986  | 2,00 m (6 ft 7 in) | 93 kg (205 lb)  | 354 cm (139 in) | 338 cm (133 in) | Halkbank Ankara           |
| 10   | Sašo Štalekar    | 3 tháng 5 năm 1996   | 2,14 m (7 ft 0 in) | 98 kg (216 lb)  | 354 cm (139 in) | 340 cm (130 in) | Calcit Volleyball         |
| 11   | Danijel Koncilja | 4 tháng 9 năm 1990   | 2,01 m (6 ft 7 in) | 94 kg (207 lb)  | 360 cm (140 in) | 340 cm (130 in) | Kioene Padova             |
| 12   | Jan Klobučar     | 11 tháng 12 năm 1992 | 1,96 m (6 ft 5 in) | 92 kg (203 lb)  | 344 cm (135 in) | 325 cm (128 in) | United Volleys Rhein-Main |
| 13   | Jani Kovačič     | 14 tháng 6 năm 1992  | 1,86 m (6 ft 1 in) | 83 kg (183 lb)  | 320 cm (130 in) | 305 cm (120 in) | ACH Volley                |
| 14   | Urban Toman      | 21 tháng 10 năm 1997 | 1,85 m (6 ft 1 in) | 82 kg (181 lb)  | 310 cm (120 in) | 295 cm (116 in) | Triglav Kranj             |
| 15   | Matic Videčnik   | 31 tháng 7 năm 1993  | 2,03 m (6 ft 8 in) | 98 kg (216 lb)  | 347 cm (137 in) | 329 cm (130 in) | Calcit Volleyball         |
| 16   | Gregor Ropret    | 1 tháng 3 năm 1989   | 1,92 m (6 ft 4 in) | 89 kg (196 lb)  | 343 cm (135 in) | 325 cm (128 in) | Afyon Belediye            |
| 17   | Tine Urnaut (C)  | 3 tháng 9 năm 1988   | 2,00 m (6 ft 7 in) | 88 kg (194 lb)  | 365 cm (144 in) | 332 cm (131 in) | Diatec Trentino           |
| 18   | Klemen Čebulj    | 21 tháng 2 năm 1992  | 2,02 m (6 ft 8 in) | 96 kg (212 lb)  | 366 cm (144 in) | 345 cm (136 in) | Cucine Lube Civitanova    |
| 21   | Matija Jereb     | 4 tháng 10 năm 1991  | 1,86 m (6 ft 1 in) | 79 kg (174 lb)  | 325 cm (128 in) | 299 cm (118 in) | Salonit Ahnovo            |